# 钱淦

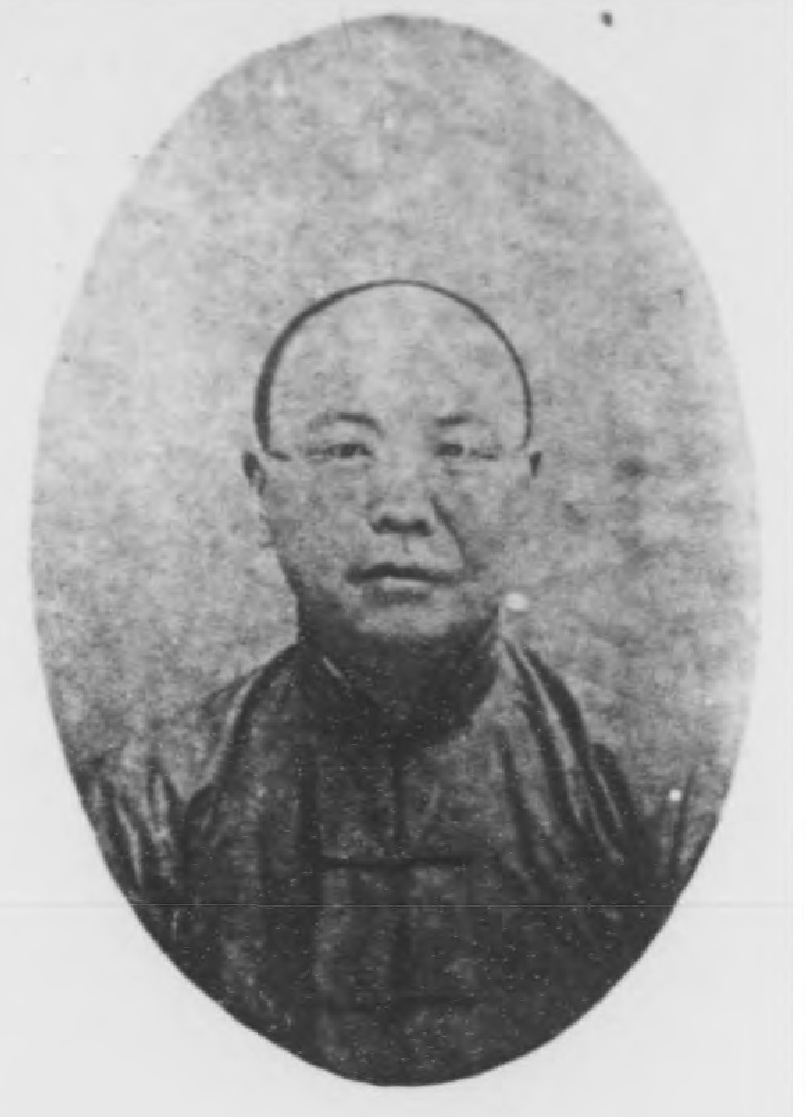
錢淦的個人近照

钱淦（1875年—1922年），字印霞，江苏宝山真如人（今上海市宝山区）。

## 生平
清光绪三十年（1904年）进士，位列二甲第八十名。公派赴日本留学，入东京法政大学。光绪三十三年（1907年）毕业回国，授翰林院编修。後被推举为宝山县清丈局长。
宣统三年（1911年）辛亥革命爆发，宝山独立，地方公推钱淦为民政长。民国元年（1912年）冬改任县知事。在任两年之后，因本籍人回避任县知事，奉省令调任省公署内务司，担任统计处主任，历时六个月，编成《江苏省内务行政报告书》，之後历任经界局秘书、财政部新税处筹备员。因反对袁世凯称帝，兼时局动乱，辞职回乡。
民国六年（1917年），当选江苏省议会议员；同年，经公推成为《宝山县续志》总纂，历时三年余修成。旋经推荐出任县交通事务局长，筹划筑路，日夜操劳，终因积劳成疾，突发脑溢血卒于交通事务局内，终年48岁。

## 著作
著作有《蠡言》1卷。